# Barbarians suisses
Pour les articles homonymes, voir Barbarian.
Maillots
Le Barbarian Suisse Rugby Club (BSRC), plus communément appelé Barbarians suisses, est un club de rugby sur invitation, fondé en 1988 et affilié à la Fédération suisse de rugby à XV.

## Histoire

### Origine
En 1988, les quatre jeunes joueurs de rugby Eric Planès, Franck Wullschleger, Thierry Sprunger et Pierre-André Bonjour décident de créer le Barbarian Suisse Rugby Club sur le modèle des valeurs du Barbarian FC britannique. Ils convainquent ensuite le Genevois Luc Baatard d’en devenir le premier président, à qui succédera Marc Bouchet en 2014.
Inspiré du modèle du Barbarian FC né au XIXe siècle en Angleterre de l’association d’un groupe d’étudiants d’Oxford et de Cambridge, le Barbarian Suisse RC n’a ni stade, ni terrain d’entrainement, ni club-house, ni obligation de participer à une compétition régulière, ni joueur sous contrat.
À ce jour, plus de 180 joueurs ont porté le maillot des Barbarians Suisses, dont des internationaux de 13 pays (Suisse, France, Angleterre, Irlande, Écosse, Galles, Arménie, Uruguay, Pologne, Espagne, Sénégal, Côte d'Ivoire et Algérie).[réf. souhaitée]

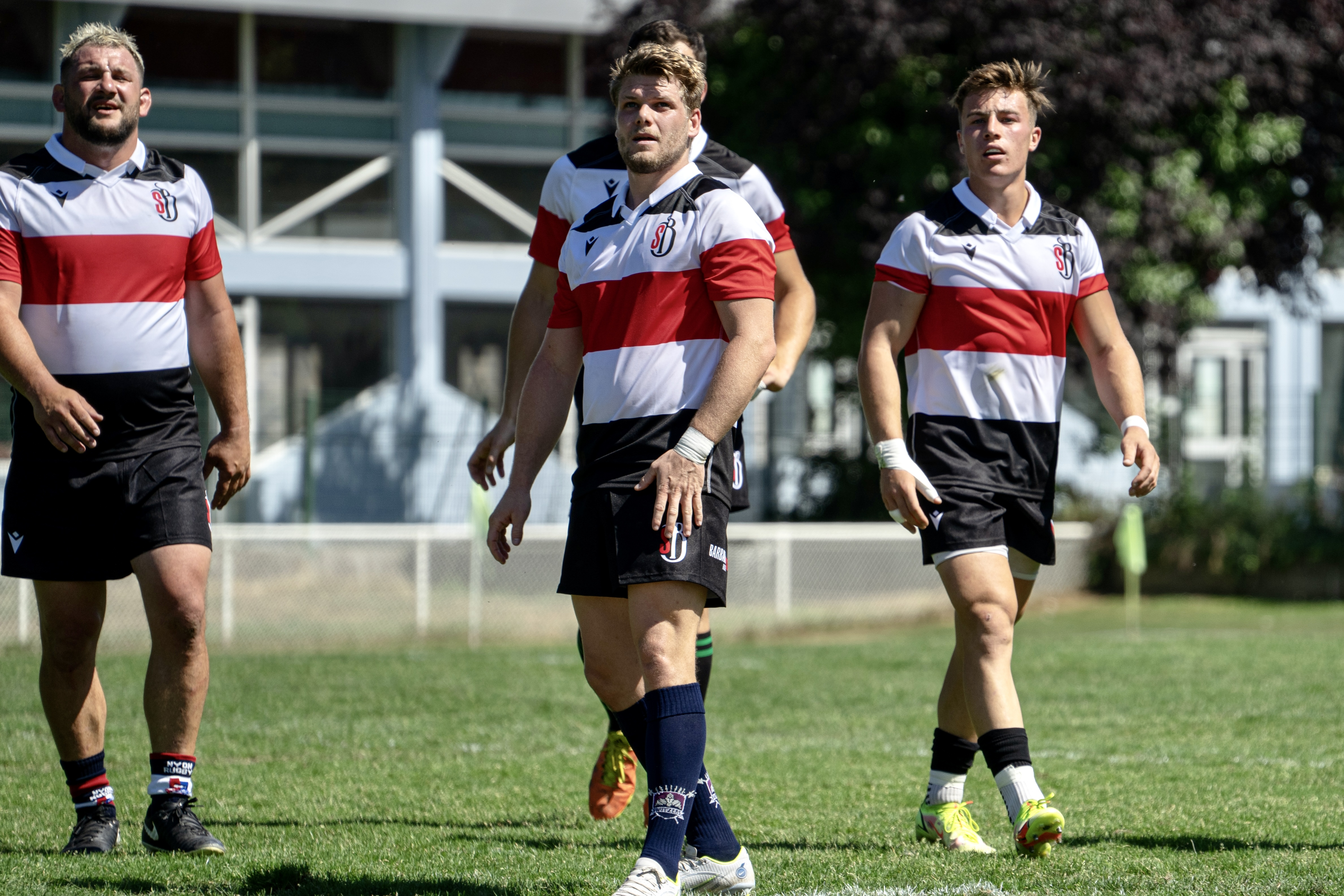
Contre le Burkina Faso, en 2022.

### Événements

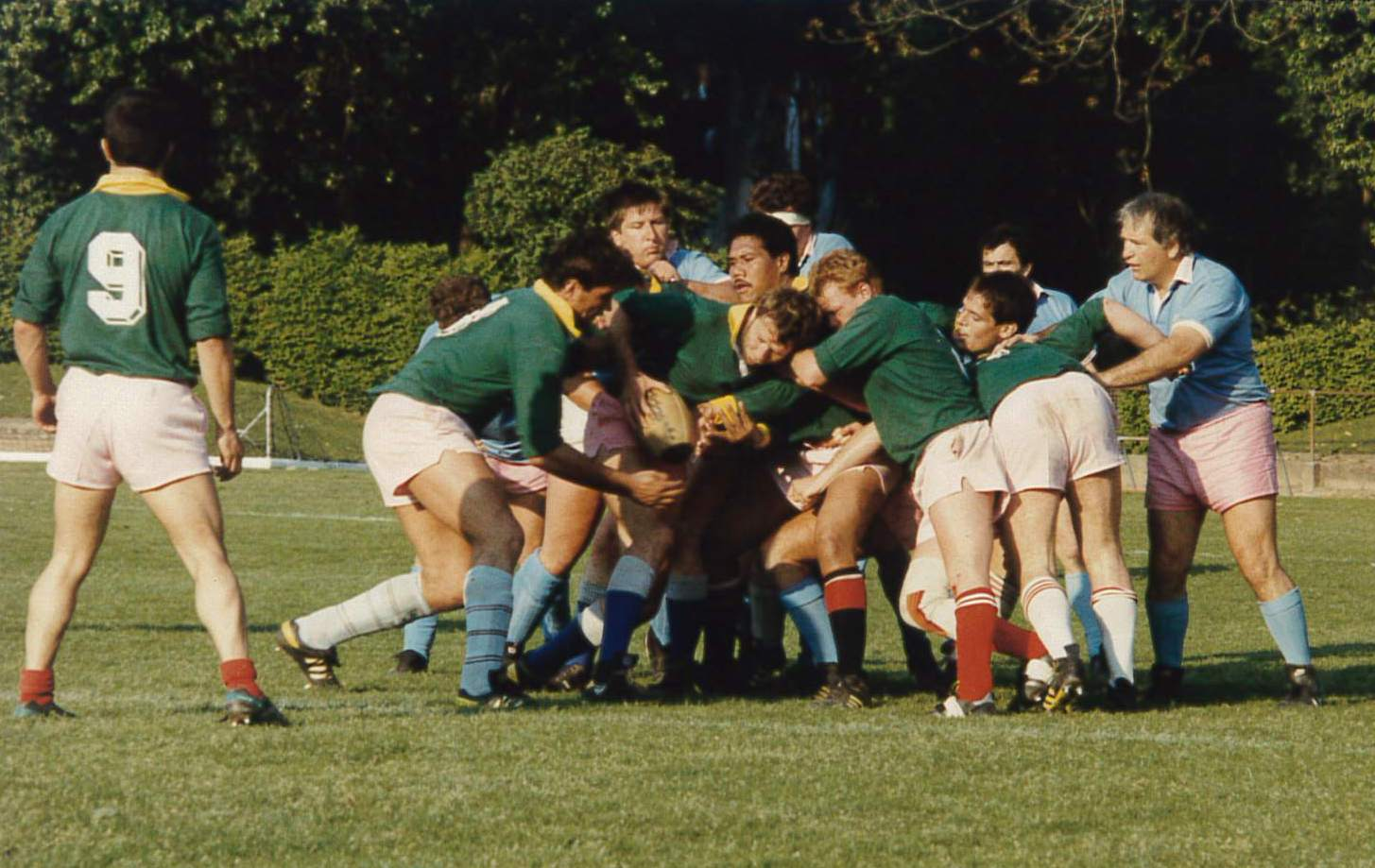
Contre les Warblers, en 1989.

Le premier match du Barbarian Suisse Rugby Club eut lieu le 15 mai 1989 à Vidy (Lausanne) contre l’équipe internationale des Warblers. Un deuxième match contre ces mêmes Warblers eut lieu au même endroit 7 ans plus tard, le 22 juin 1996.
Le deuxième match du Club eut lieu également en 1989, le 2 décembre, contre le Stade Lausanne à Chavannes (Lausanne) à l’occasion du 20e anniversaire de sa création. Lors de ce match, Alain Studer honorait sa première invitation avec le club. Il participera ensuite à 5 autres matchs du club jusqu’en 2002, honorant entretemps 3 invitations avec les Barbarians britanniques en 2001, faisant d’Alain Studer le seul Barbarian britannique à ce jour.
Le 4 août 1990, le BSRC rencontre à Nyon le RC Toulon, champion de France en 1989. À l'occasion de ce match de gala, le club sera renforcé par plusieurs internationaux britanniques dont le capitaine de l'Écosse Gavin Hastings.

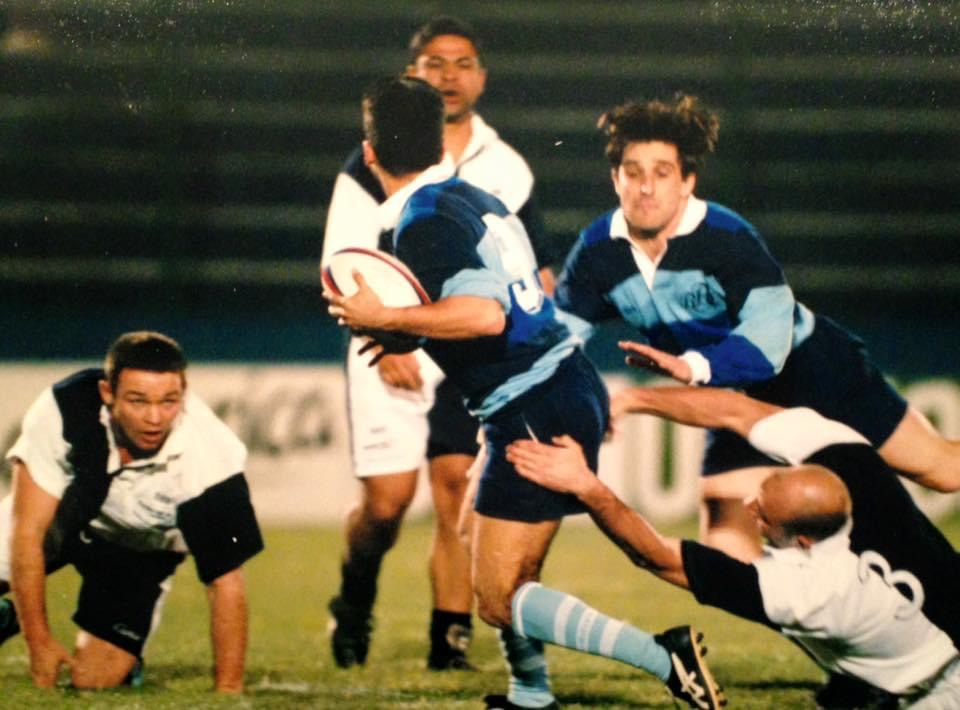
Contre les Barbarians français, en 1999.

En 1992, le BSRC est invité par le club suisse d'Hermance à célébrer son 20e anniversaire puis à nouveau en 2002 pour son 30e anniversaire, match auquel participeront parmi les Barbarians suisses, deux capitaines de l’équipe de France, Olivier Roumat et Philippe Saint-André.
Par trois fois, en 1998, 1999 et 2000, le club est invité à participer au Tournoi de Punta del Este de rugby à sept, en Uruguay. Lors de ces tournois, les Barbarians suisses ont joué contre les équipes nationales de France, des Fidji, du Canada, du Brésil ainsi que contre les Barbarians français.[réf. souhaitée]

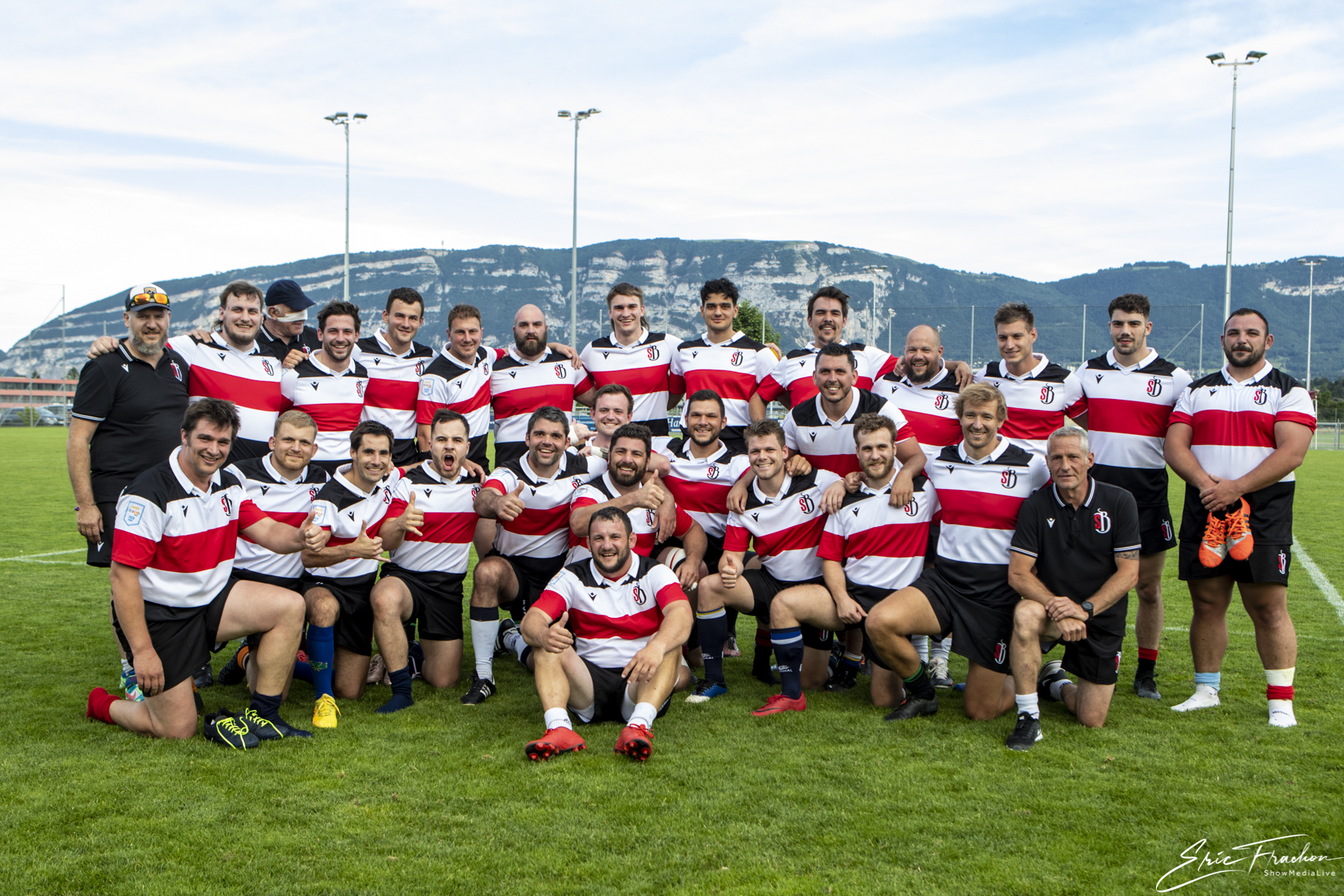
Contre le Servette RC, en 2021.

En 2021, le club est invité à disputer la 5e édition du traditionnel trophée Naxoo par le Servette Rugby Club de Genève, qu'il remporte sur le score de 29 à 25.[réf. souhaitée]

## Identité visuelle

### Maillot

Évolution du maillot
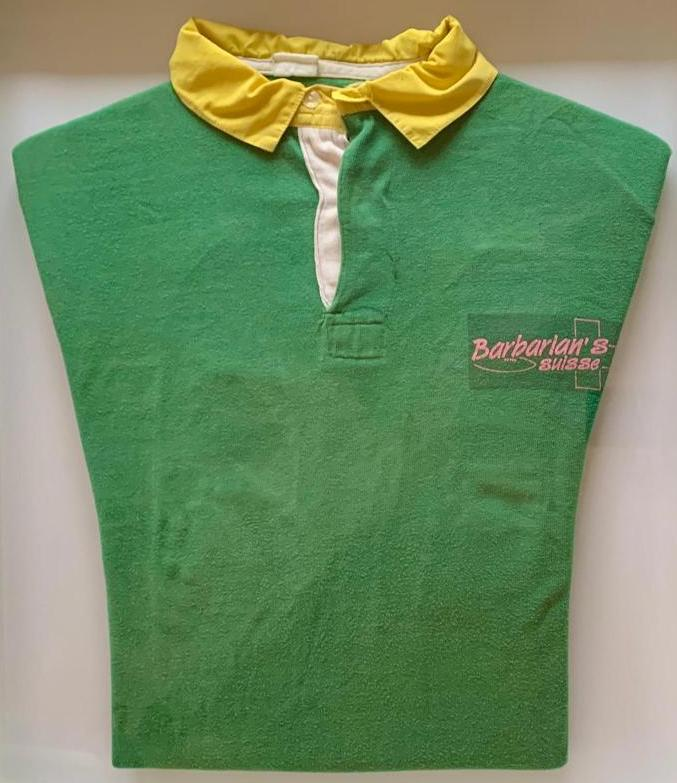
1er maillot (1989). Offert par Christian « Pilou » Meyer.
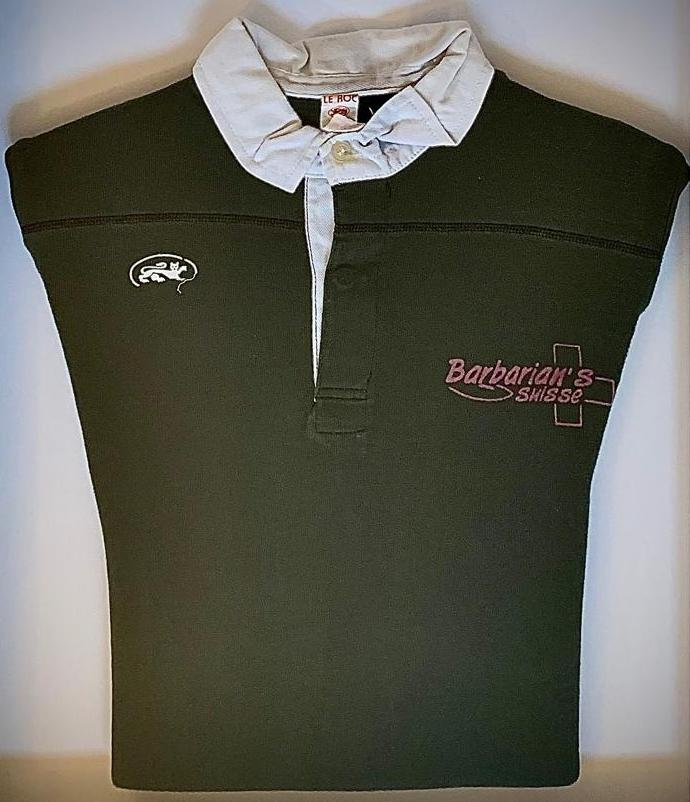
2e maillot (1990, 1992, 1996). Offert par Marc Bouchet.
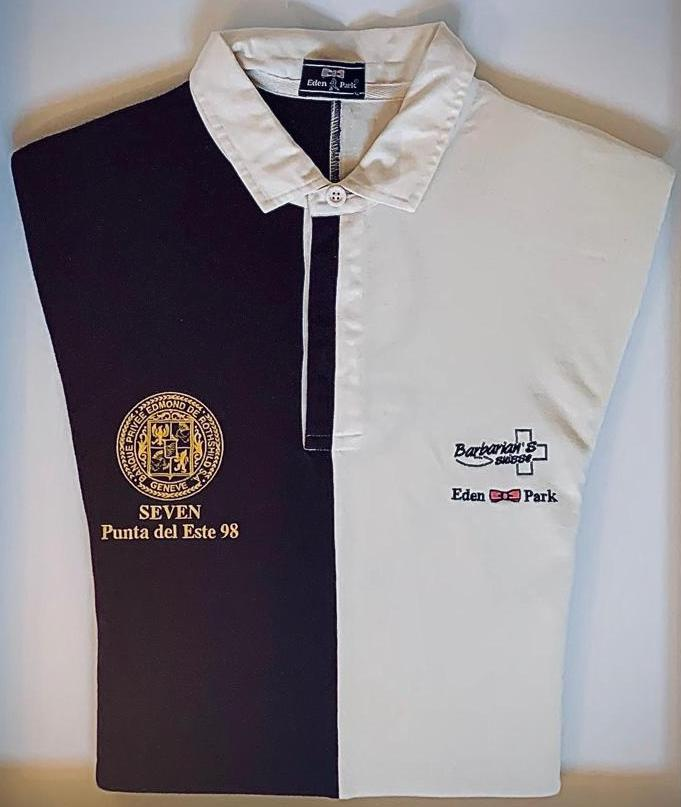
3e maillot. Punta del Este (1998, 1999, 2000). Offert par Denis Charvet.
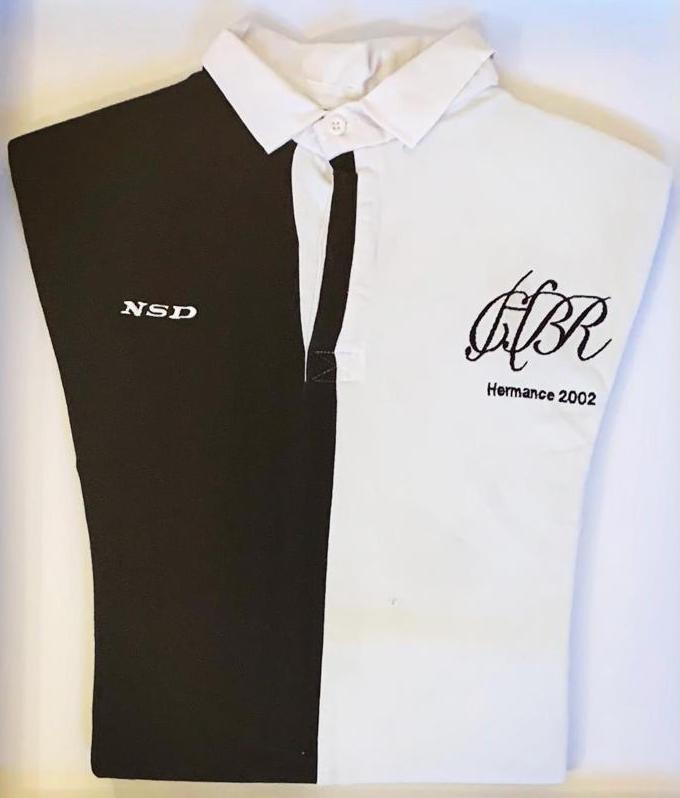
4e maillot (2002). Offert par Philippe Bernat-Salles.
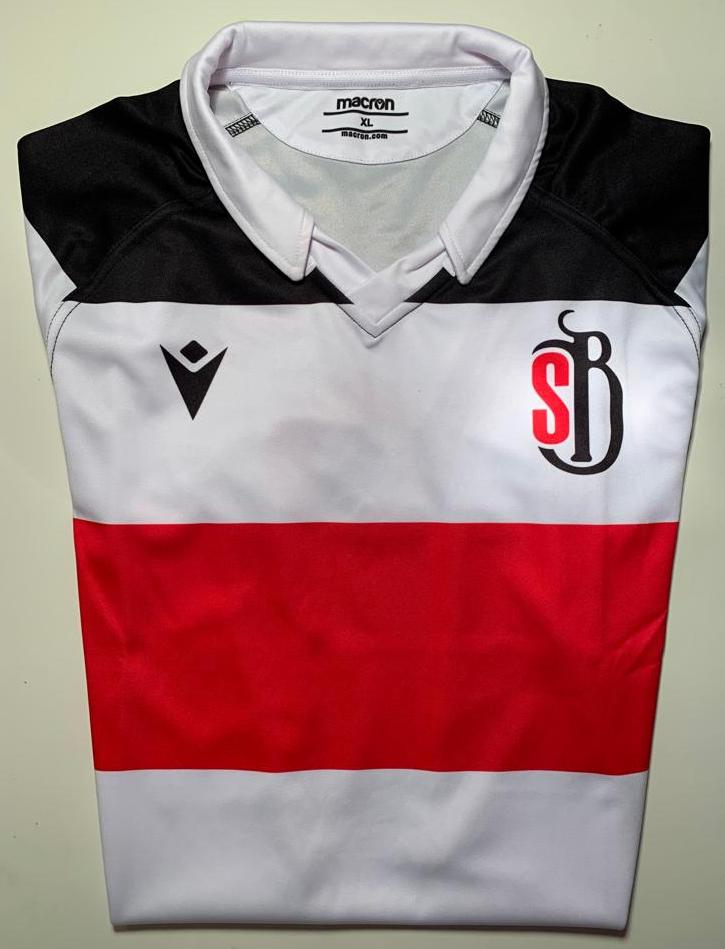
5e maillot (depuis 2021), Offert par Gaëtan Hirsch.

### Logo

Évolution du logo
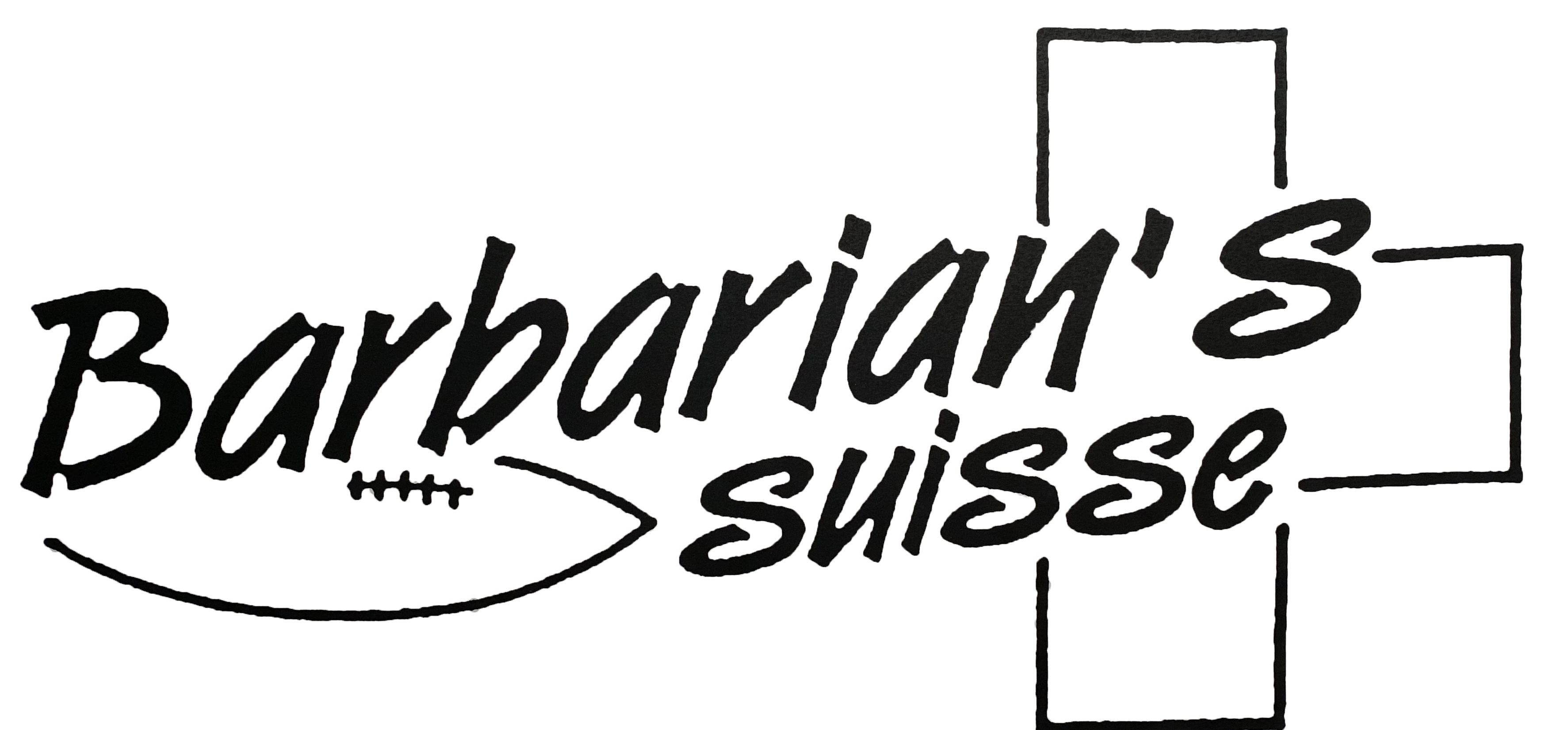
1988 à 2002
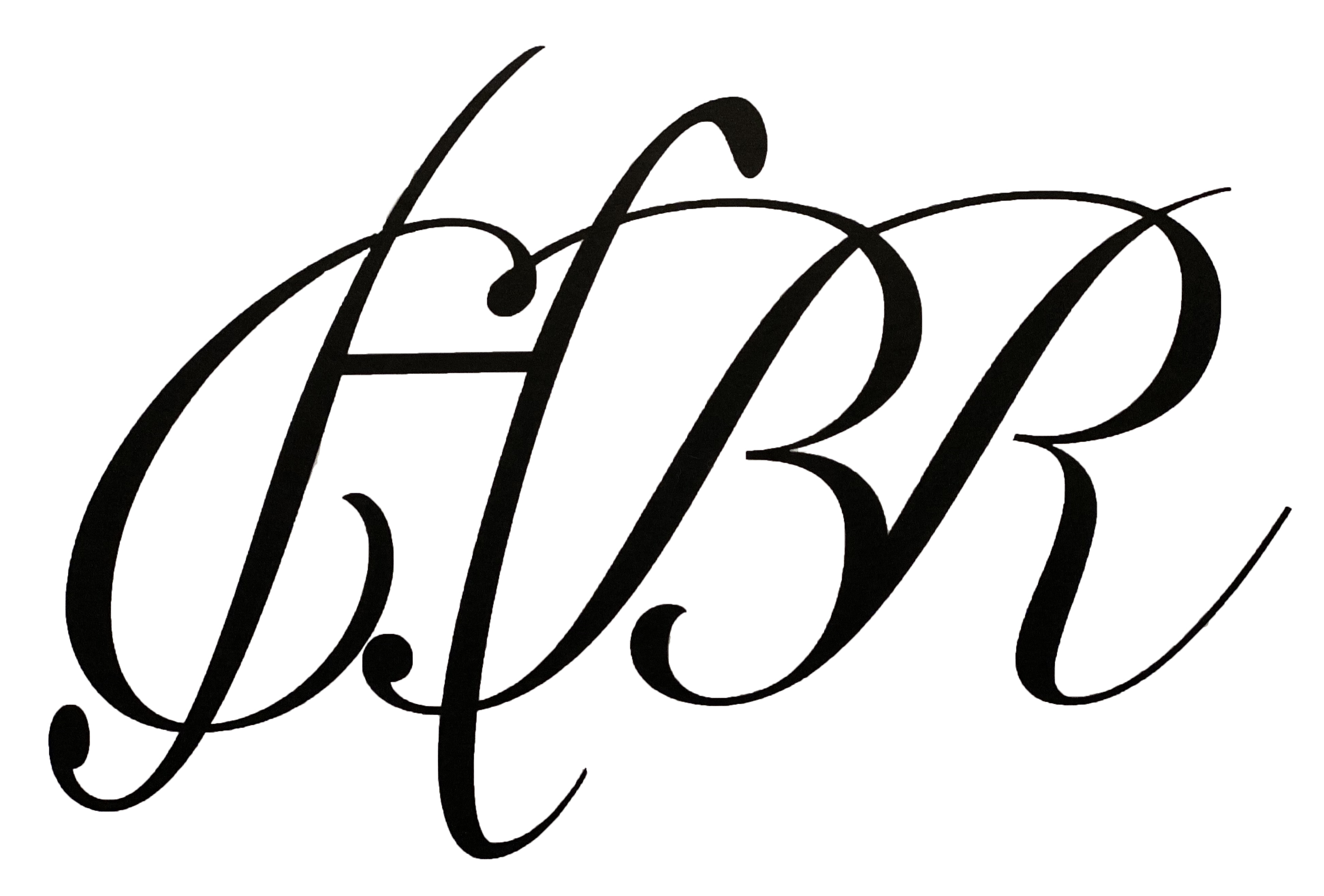
2002 à 2020
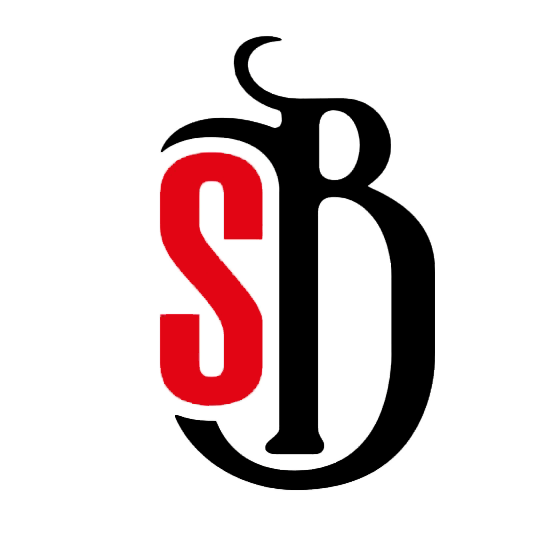
Logo actuel depuis 2021

## Personnalités du club

### Joueurs

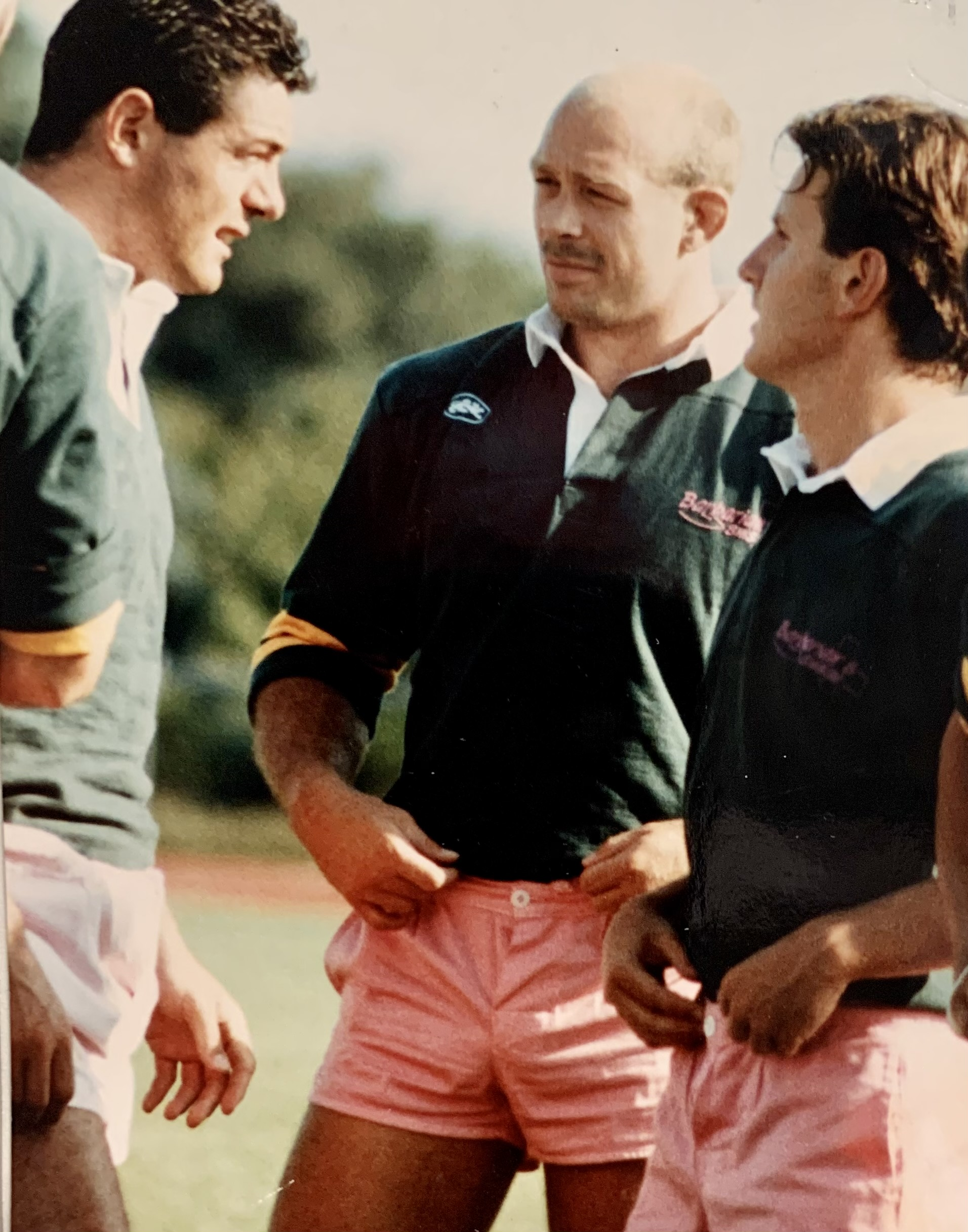
Gavin Hastings (Écosse), Richie Collins (Pays-de-Galles) et Marc Bouchet (Président actuel)

Quelques joueurs emblématiques ayant porté le maillot du Barbarian Suisse RC :
- Denis Charvet
- Alain Studer
- Gavin Hastings (Ecosse)
- Eric Planès
- Alexandre Cramont
- Laurent Pardo
- Christian "Pilou" Meyer
- Philippe Saint-André
- Franck Wullschleger
- Fergus Aherne
- Gianni Di Martino
- Éric Bonneval
- Luca Madonna
- Richie Collins (Galles)
- François de Galbert
- Philippe Bernat-Salles
- Stéphane Albertoni
- Raphaël Saint-André
- Laurent Belligoi
- Marc Bouchet
- Olivier Roumat
- Andrew Harriman
- Sergio Hosel
- Patrice Lagisquet
- Sébastien Macculi
- Christophe Juillet
- Allan Cant
- Rémy Grosso
- Gaëtan Hirsch
- Nicolas Guyou
- Jonathan Best
- Cyril Lin
- Steve Sutton (Galles)
- Mathieu Guyou-Kreis
- Julien Tomas
- Thierry Futeu
- Kamil Bobryk
- Jonathan Torossian
- Silvère Tian
- Vincent Vial
- William Meyer
- Mario Sagario (Uruguay)
- Geoffrey Fabbri
- Tim Voegtli

## Tableau des confrontations

### Rugby à XV
| Date            | Adversaire                    | Lieu                   | Score | Compétition                         |
| --------------- | ----------------------------- | ---------------------- | ----- | ----------------------------------- |
| 15 mai 1989     | Warblers RC                   | Vidy Suisse            | 24-62 | Premier match de l'histoire du BSRC |
| 2 décembre 1989 | Stade Lausanne                | Chavannes Suisse       | 10-14 | 20e anniversaire Stade Lausanne     |
| 4 août 1990     | RC Toulon                     | Nyon Suisse            | 9-81  |                                     |
| 7 juin 1992     | Hermance RRC                  | Hermance Suisse        |       | 20e anniversaire Hermance RRC       |
| 22 juin 1996    | Warblers RC                   | Vidy Suisse            | 35-58 |                                     |
| 22 juin 2002    | Hermance RRC                  | Hermance Suisse        | 46-22 | 30e anniversaire Hermance RRC       |
| 26 juin 2021    | Servette Rugby Club de Genève | Plan-Les-Ouates Suisse | 29-25 | 5e édition du Trophée Naxoo         |
| 11 juin 2022    | Burkina Faso                  | Blagnac France         | 50-26 |                                     |
| 25 juin 2022    | Hermance RRC                  | Hermance Suisse        | 17-16 | 50e du Hermance RRC                 |
| 20 août 2022    | Nyon RC                       | Nyon Suisse            | 39-24 | 50e anniversaire du Nyon RC         |

### Rugby à sept
| Date         | Match                         | Lieu                   | Score |                                           |
| ------------ | ----------------------------- | ---------------------- | ----- | ----------------------------------------- |
| Janvier 1998 | Barbarians sud-américains     | Punta del Este Uruguay | 7-42  | Tournoi de Punta del Este de rugby à sept |
| Janvier 1998 | France                        | Punta del Este Uruguay | 0-49  | Tournoi de Punta del Este de rugby à sept |
| Janvier 1998 | Brésil                        | Punta del Este Uruguay | 24-20 | Tournoi de Punta del Este de rugby à sept |
| Janvier 1998 | Old Boys Montevideo (Uruguay) | Punta del Este Uruguay | 22-24 | Tournoi de Punta del Este de rugby à sept |
| Janvier 1999 | Fiji                          | Punta del Este Uruguay | 0-24  | Tournoi de Punta del Este de rugby à sept |
| Janvier 1999 | Barbarians français           | Punta del Este Uruguay | 26-21 | Tournoi de Punta del Este de rugby à sept |
| Janvier 1999 | Canada                        | Punta del Este Uruguay | 5-26  | Tournoi de Punta del Este de rugby à sept |
| Janvier 2000 | Los Tilos (Argentine)         | Punta del Este Uruguay | 5-33  | Tournoi de Punta del Este de rugby à sept |